# Montenegro i Eurovision Song Contest 2017
Montenegro deltog i Eurovision Song Contest 2017 i Kiev, Ukraina. Landet representerades av artisten Slavko Kalezić med låten "Space"
Artisten och låten meddelades den 29 december 2016 internt av Montenegrinska TV-bolaget RTCG. Låten publicerades för allmänheten den 10 mars 2017.
Under själva tävlingen missade Montenegro finalen. 